# Драгутин Петровечки
Драгути Петровечки (Бедековчина, 31. јануар 1914 — непознато) био је југословенски репрезентативац у веслању учесник Летњих олимпијских игара 1948.. Најчешће је веслао у скифу, а касније у дубл скулу. Био је члан ВК Смедерево из Смедерава и ВК Црвена звезда из Београда.
На Олимпијским играма 1948. у Лондону веслао је у скифу. У квалификацијама веслао је у другој групи и био последњи трећи. Исти пласман заузео је и у трећој групи репесажа, па је тако завршио такмичење.
На Европском првенсту у веслању у Копенхагену 1953. Драгути Петровечки веслао је у дубл скулу са Миланом Корошецом. На крају првенства завршили су на трећем месту са освојеном бронзаном медаљом.
Остали подаци нису познати.